# Kanton Abbeville-Sud
Kanton Abbeville-Sud (fr. Canton d'Abbeville-Sud) je francouzský kanton v departementu Somme v regionu Pikardie. Skládal se ze sedmi obcí. Zrušen byl po reformě kantonů 2014.

## Obce kantonu
- Abbeville (jižní část)
- Bray-lès-Mareuil
- Cambron
- Eaucourt-sur-Somme
- Épagne-Épagnette
- Mareuil-Caubert
- Yonval